# Simona (Unternehmen)

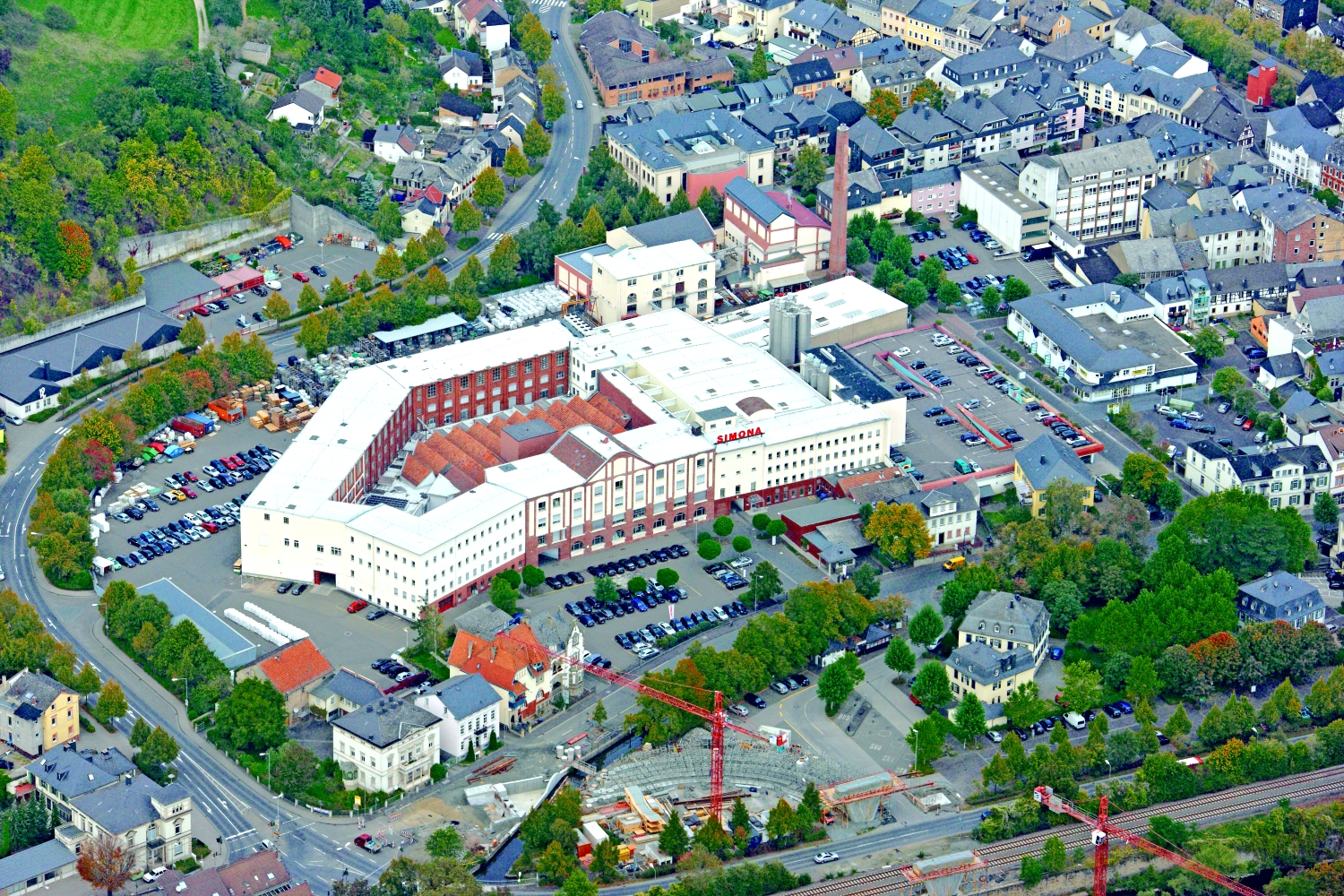
Stammwerk und Verwaltungssitz der Simona AG am Kirner Teichweg

Die Simona AG (Eigenschreibweise: SIMONA) ist ein im rheinland-pfälzischen Kirn ansässiges Unternehmen der Kunststoffindustrie.
Das Unternehmen entwickelt und produziert Kunststoffhalbzeuge, Rohr- und Formteile sowie Fertigteile. Zu den Kunststoffhalbzeugen gehören Platten, Stäbe, Profile und Schweißdrähte. Sie werden aufgrund ihrer hohen Resistenz gegen aggressive Chemikalien vor allem im chemischen Apparate- und Anlagenbau eingesetzt. Aber auch für die Branchen Automobilindustrie, Maschinenbau, Life Science, Hochbau und Werbung fertigt die Firma Kunststoffhalbzeuge für hohe Anforderungen.

## Aktionärsstruktur
- Simona Aktien Pool (durch Poolvertrag verbunden) – 54,14 Prozent
  - Dr. Wolfgang und Anita Bürkle Stiftung
  - Dirk Möller
  - Regine Tegtmeyer
- Kreissparkasse Biberach – ca. 15 Prozent
- Rossmann Beteiligungs-GmbH – ca. 11 Prozent
- Streubesitz – Rest

Die Simona AG ist börsennotiert und an der Frankfurter Wertpapierbörse gelistet.

## Geschichte
Das heutige Unternehmen ist aus der 1857 in Kirn gegründeten Lederfabrik „Carl Simon Söhne“ hervorgegangen. Zu Beginn des 20. Jahrhunderts erlangte das Unternehmen „Carl Simon Söhne“ internationale Reichweite. Nach dem Ende des Zweiten Weltkriegs verlor die Lederindustrie zunehmend an Bedeutung. Neue Geschäftsfelder wurden mit der Kunststoffproduktion gefunden. 50 Jahre später waren in Kirn sowie in ausländischen Niederlassungen mehr als 1200 Mitarbeiter beschäftigt.
1956 begannen die ersten Versuche zur Kunststofferzeugung, 1965 überstieg der Umsatz mit Kunststofferzeugnissen erstmals den mit Leder. Die Lederproduktion wurde 1973 eingestellt. Der Unternehmensname Simona wurde 1965 eingeführt; 1988 wurde aus der GmbH die heutige Aktiengesellschaft. 2007 feierte das Unternehmen sein 150-jähriges Bestehen.
2009 wurde eine Produktionsstätte in Litvinov/Tschechien in Vollbetrieb genommen. Im selben Jahr wurde ein weiteres Werk in Jiangmen (China) eröffnet.
2011 wurde ein Tochterunternehmen in Russland gegründet. 2013 erhielt die Simona AG den Top 100 Innovator Award.
2014 erfolgte die Akquisition der beiden US-amerikanischen Unternehmen Laminations Inc. und Boltaron Performance Products.
2015 wurde das neue Technologiezentrum in Kirn eröffnet.
Am 1. August 2018 erfolgte die Akquisition des US-amerikanischen Unternehmens Premier Material Concepts, LLC (PMC).
Am 28. Februar 2022 erfolgte die Akquisition der PEAK Pipe Systems Limited aus Chesterfield, einem Hersteller von Polyethylen-Rohrsystemen.

## Standorte
Produktionsstandorte sind:
- Kirn (Verwaltung, Werke I und II, Hauptlager)
- Ringsheim (Werk III)[18]
- Litvínov, Tschechien (seit 2009)[19]
- Jiangmen, China (seit 2010)[7][19]
- Archbald (Pennsylvania), Vereinigte Staaten (seit 01/2014)
- Newcomerstown (Ohio), Vereinigte Staaten (seit 10/2014)[11]
- Findlay (Ohio), Vereinigte Staaten (seit 08/2018)[15]

Daneben besitzt das Unternehmen Vertriebsniederlassungen in Frankreich, Großbritannien, Hongkong, Indien, Italien, Polen, Schweiz, Spanien, Tschechische Republik, Vereinigte Staaten sowie ein Händlernetz in Lateinamerika.